# Chaudfontaine
Chaudfontaine (Nederlands: Hedenborn, verouderd) is een plaats en gemeente aan de Vesder in de provincie Luik, België. De gemeente telt ruim 20.000 inwoners.
De plaats heeft zijn naam gegeven aan het gelijknamige bronwatermerk, sinds 2003 eigendom van Coca-Cola België. Chaudfontaine heeft de enige warmwaterbron van de Benelux (37 graden).
Daarmee is het officieel een kuuroord. Toch haalde Chaudfontaine het niet in naam en faam van zijn bekendere broer Spa uit het gelijknamige kuuroord.
Bij de overstromingen van juli 2021 behoorde Chaudfontaine tot de tien meest getroffen gemeenten.

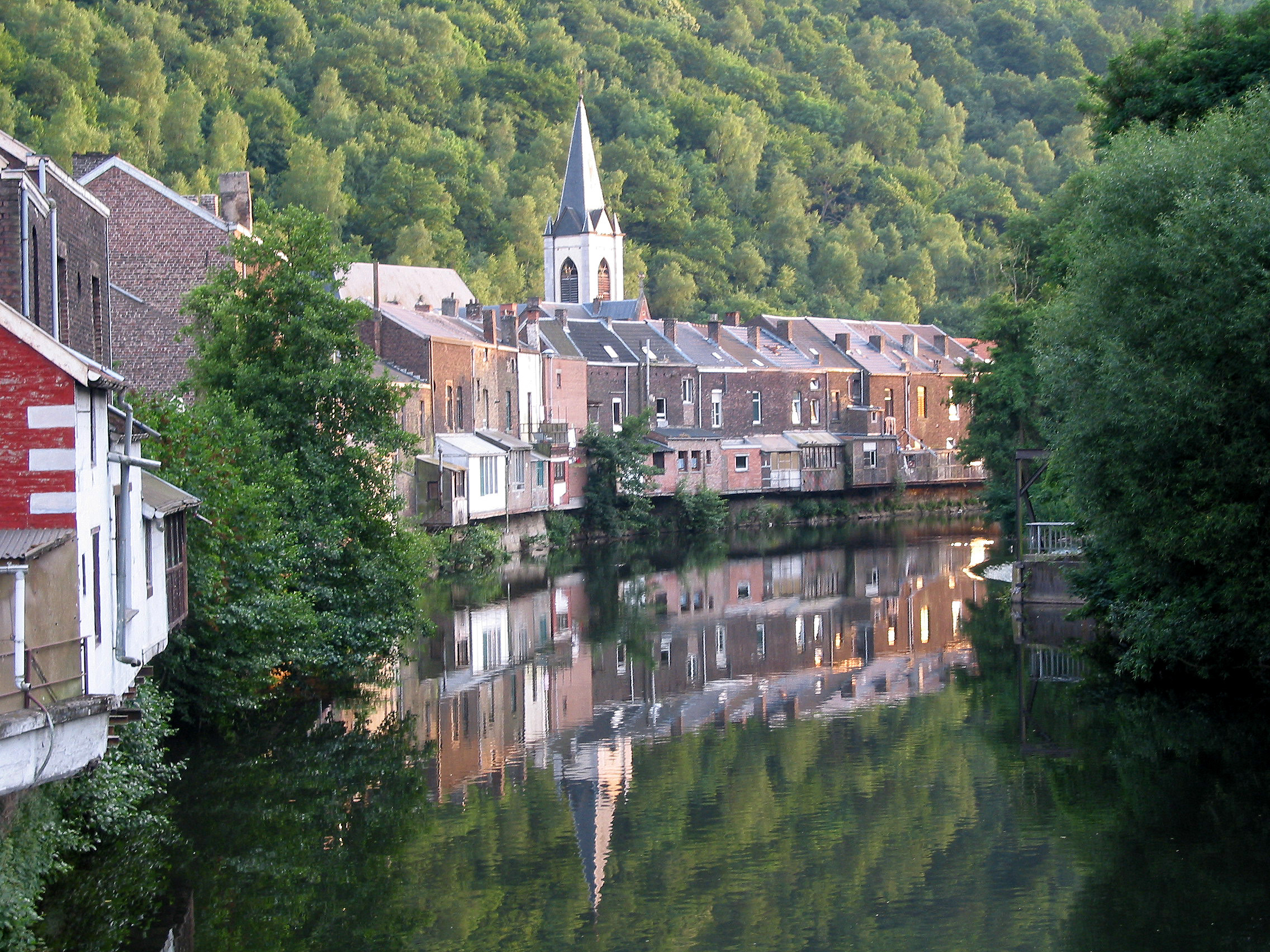
Zicht op Chaudfontaine vanaf de Vesder

## Geschiedenis
Het plaatsje Ninane is ouder dan het huidige Chaudfontaine dat zich pas in de 18e eeuw ontwikkelde na de ontdekking van de warmwaterbron waaraan het zijn naam te danken heeft. Chaudfontaine werd een kuuroord. Naast de landbouw ontstonden vanaf de 16e eeuw, dankzij de waterkracht, ook smederijen en later wapenmakerijen. De ondergrond leverde kalksteen, ijzererts, aluin, zandsteen en in mindere mate steenkool.

## Bezienswaardigheden
Zie ook: Lijst van beschermd erfgoed in Chaudfontaine
- De Sint-Franciscus-Xaveriuskerk (Église Saint-François-Xavier) is een neogotisch kerkgebouw van 1839 met een transept en een koor van 1901. Deze kerk ligt nabij de warmwaterbronnen.
- De Onze-Lieve-Vrouw-Onbevlekt-Ontvangenkerk (Église de l'Immaculée Conception) is de parochiekerk van het gehucht Ninane. In 1755 kwam er een kapel, in 1875 werd Ninane een zelfstandige parochie. In 1882 werd een kerk gebouwd die in 1940 door bombardementen werd verwoest. In 1942 begon men met de bouw van een nieuwe kerk die pas in 1952 kon worden ingezegend. Het betreft een bouwwerk in art decostijl.
- Les belles Fontaines is een monument dat drie koudwaterbronnen omvat. Men werkte hier aan van 1744-1747.
- Les Sources Chaudes zijn de warmwaterbronnen en wel de enige in België. De temperatuur bedraagt 36°C. Deze bronnen worden benut in een kuuroord.
- Het Château de la Rochette is ontstaan uit een middeleeuwse burcht die in 1677 door de Fransen in brand werd gestoken,  omstreeks 1700 werd omgebouwd tot buitenverblijf en eind 18e eeuw werd herbouwd. In 1922 brandde het uit. In 1970 werd een villa gebouwd op de fundamenten van het oude kasteel. Deze is gelegen in een mooi park.
- Het Fort Chaudfontaine

## Natuur en landschap
Chaudfontaine ligt langs de oever van de Vesdre. Er zijn bosrijke hellingen en wandelpaden met fraaie uitzichtpunten. De hoogte aan de Sint-Franciscus-Xaveriuskerk bedraagt 89 meter. 

## Kernen

### Deelgemeenten
| # | Naam                 | Opp. (km²) | Inwoners (2020) | Inwoners per km² | NIS-code |
| - | -------------------- | ---------- | --------------- | ---------------- | -------- |
| 1 | Chaudfontaine        | 8,12       | 2.684           | 331              | 62022A   |
| 2 | Beaufays             | 8,34       | 5.512           | 661              | 62022B   |
| 3 | Embourg              | 4,45       | 6.156           | 1.384            | 62022C   |
| 4 | Vaux-sous-Chèvremont | 4,53       | 6.491           | 1.434            | 62022D   |

### Overige kernen
Ninane.

## Demografische ontwikkeling

### Demografische evolutie voor de fusie
- Bron:NIS - Opm:1831 t/m 1970=volkstellingen op 31 december

### Demografische ontwikkeling van de fusiegemeente
Alle historische gegevens hebben betrekking op de huidige gemeente, inclusief deelgemeenten, zoals ontstaan na de fusie van 1 januari 1977.
- Bronnen:NIS, Opm:1831 tot en met 1981=volkstellingen; 1990 en later= inwonertal op 1 januari

| Inwoners van jaar tot jaar op 1 januari 1992 tot heden | Inwoners van jaar tot jaar op 1 januari 1992 tot heden | Inwoners van jaar tot jaar op 1 januari 1992 tot heden |
| jaar                                                   | Aantal                                                 | Evolutie: 1992=index 100                               |
| ------------------------------------------------------ | ------------------------------------------------------ | ------------------------------------------------------ |
| 1992                                                   | 20.518                                                 | 100,0                                                  |
| 1993                                                   | 20.622                                                 | 100,5                                                  |
| 1994                                                   | 20.725                                                 | 101,0                                                  |
| 1995                                                   | 20.752                                                 | 101,1                                                  |
| 1996                                                   | 20.749                                                 | 101,1                                                  |
| 1997                                                   | 20.657                                                 | 100,7                                                  |
| 1998                                                   | 20.717                                                 | 101,0                                                  |
| 1999                                                   | 20.596                                                 | 100,4                                                  |
| 2000                                                   | 20.607                                                 | 100,4                                                  |
| 2001                                                   | 20.569                                                 | 100,2                                                  |
| 2002                                                   | 20.665                                                 | 100,7                                                  |
| 2003                                                   | 20.767                                                 | 101,2                                                  |
| 2004                                                   | 20.807                                                 | 101,4                                                  |
| 2005                                                   | 20.996                                                 | 102,3                                                  |
| 2006                                                   | 21.012                                                 | 102,4                                                  |
| 2007                                                   | 20.928                                                 | 102,0                                                  |
| 2008                                                   | 20.933                                                 | 102,0                                                  |
| 2009                                                   | 20.904                                                 | 101,9                                                  |
| 2010                                                   | 20.865                                                 | 101,7                                                  |
| 2011                                                   | 20.942                                                 | 102,1                                                  |
| 2012                                                   | 20.944                                                 | 102,1                                                  |
| 2013                                                   | 21.059                                                 | 102,6                                                  |
| 2014                                                   | 21.047                                                 | 102,6                                                  |
| 2015                                                   | 21.001                                                 | 102,4                                                  |
| 2016                                                   | 20.766                                                 | 101,2                                                  |
| 2017                                                   | 20.855                                                 | 101,8                                                  |
| 2018                                                   | 20.935                                                 | 102,0                                                  |
| 2019                                                   | 20.800                                                 | 101,4                                                  |
| 2020                                                   | 20.855                                                 | 101,6                                                  |
| 2021                                                   | 20.807                                                 | 101,4                                                  |
| 2022                                                   | 20.556                                                 | 100,2                                                  |
| 2023                                                   | 20.572                                                 | 100,3                                                  |
| 2024                                                   | 20.600                                                 | 100,4                                                  |
| 2025                                                   | 20.523                                                 | 100,0                                                  |

## Verkeer en vervoer
Station Chaudfontaine is gelegen aan spoorlijn 37 tussen Luik en Aken.
In deelgemeente Vaux-sous-Chèvremont ligt de westelijke tunnelingang van de tunnel van Soumagne, die tot december 2014 en de opening van de Antigoontunnel de langste spoortunnel in België was. De tunnel van Soumagne is het meest in het oog springende infrastructuuronderdeel van de hogesnelheidslijn HSL 3.

## Politiek

### Burgemeesters
- 1992-heden Daniel Bacquelaine
  - 2014-2020 Laurent Burton (waarnemend)

### Resultaten gemeenteraadsverkiezingen sinds 1976
| Partij               | Partij                                   | 10-10-1976 | 10-10-1976 | 10-10-1982 | 10-10-1982 | 9-10-1988 | 9-10-1988 | 9-10-1994 | 9-10-1994 | 8-10-2000 | 8-10-2000 | 8-10-2006 | 8-10-2006 | 14-10-2012 | 14-10-2012 | 14-10-2018 | 14-10-2018 | 13-10-2024 | 13-10-2024 |
| Stemmen / Zetels     | Stemmen / Zetels                         | %          | 25         | %          | 25         | %         | 25        | %         | 27        | %         | 27        | %         | 27        | %          | 27         | %          | 27         | %          | 27         |
| -------------------- | ---------------------------------------- | ---------- | ---------- | ---------- | ---------- | --------- | --------- | --------- | --------- | --------- | --------- | --------- | --------- | ---------- | ---------- | ---------- | ---------- | ---------- | ---------- |
|                      | PRL1 / IC-PRL2 / PRL-IC3 / MR-IC4 / UP!B | 7,841      | 1          | -          |            | -         |           | 24,222    | 8         | 35,443    | 11        | 47,764    | 15        | 52,784     | 17         | 55,06B     | 17         | 60,08B     | 18         |
|                      | UC1 / PSC2 / PECHA / CDH3 / UP!B         | 46,971     | 15         | 37,431     | 11         | 18,52     | 4         | 18,632    | 5         | 16,562    | 4         | 22,73A    | 6         | 12,513     | 3          | 55,06B     | 17         | 60,08B     | 18         |
|                      | PPCH1 / PECHA                            | -          |            | 28,911     | 8          | 35,011    | 10        | 27,21     | 9         | 19,231    | 5         | 22,73A    | 6         | -          |            | -          |            | -          |            |
|                      | PS1 / Générations ChaudfontaineA         | 29,131     | 8          | 24,871     | 6          | 21,881    | 6         | 18,181    | 5         | 18,341    | 5         | 20,581    | 5         | 20,251     | 5          | 27,05A     | 7          | 9,581      | 2          |
|                      | ECOLO1 / Générations ChaudfontaineA      | -          |            | 5,771      | 0          | 4,821     | 0         | 5,251     | 0         | 9,541     | 2         | 8,931     | 1         | 11,021     | 2          | 27,05A     | 7          | 20,22A     | 5          |
|                      | Génerations ChaudfontaineA               | -          |            | -          |            | -         |           | -         |           | -         |           | -         |           | -          |            | 27,05A     | 7          | 20,22A     | 5          |
|                      | DéFI                                     | -          |            | -          |            | -         |           | -         |           | -         |           | -         |           | -          |            | 15,05      | 3          | -          |            |
|                      | Reveil Citoyen                           | -          |            | -          |            | -         |           | -         |           | -         |           | -         |           | -          |            | -          |            | 10,12      | 2          |
|                      | UAC                                      | -          |            | -          |            | 18,99     | 5         | -         |           | -         |           | -         |           | -          |            | -          |            | -          |            |
|                      | RW                                       | 7,89       | 1          | 1,96       | 0          | -         |           | -         |           | -         |           | -         |           | -          |            | -          |            | -          |            |
| Anderen(*)           | Anderen(*)                               | 8,16       | 0          | 1,06       | 0          | 0,8       | 0         | 6,52      | 0         | 0,89      | 0         | -         |           | 3,43       | 0          | 2,85       | 0          | -          |            |
| Totaal stemmen       | Totaal stemmen                           | 12588      | 12588      | 13498      | 13498      | 13952     | 13952     | 13898     | 13898     | 14153     | 14153     | 14788     | 14788     | 14360      | 14360      | 14290      | 14290      | 13964      | 13964      |
| Opkomst %            | Opkomst %                                |            |            |            |            | 93,09     | 93,09     | 89,53     | 89,53     | 89,7      | 89,7      | 90,72     | 90,72     | 86,49      | 86,49      | 86,50      | 86,50      | 85,87      | 85,87      |
| Blanco en ongeldig % | Blanco en ongeldig %                     | 2,77       | 2,77       | 3,7        | 3,7        | 2,96      | 2,96      | 3,32      | 3,32      | 5,09      | 5,09      | 3,58      | 3,58      | 4,10       | 4,10       | 5,35       | 5,35       | 4,78       | 4,78       |

(*) 1976: LCL (4,60%), PCB (3,56%) / 1982: MRW (0,12%), UDRT (0,94%) / 1988: Liste14 (0,8%) / 1994: LAUTRE (3,54%), NINANE (2,98%) / 2000: AIMANT (0,89%) / 2012: Parti Pensionnés (3,43%) / 2018: Agir (2,85%)
De gevormde meerderheidscoalitie wordt vet aangegeven. De grootste partij is in kleur.